# Aurelio Campa
Aurelio Campa Serrano (Madrid, 10 mei 1933 – Londen, 18 april 2020) was een Spaans voetballer die als verdediger speelde.

## Carrière
Campa is een jeugdproduct van Real Madrid. Op negentienjarige leeftijd ging hij een jaar bij Real Betis spelen, om vervolgens in 1953 terug te keren naar de hoofdstad. Campa speelde twee seizoenen in het eerste elftal van Real Madrid en won in die periode drie prijzen: twee landstitels (in 1954 en 1955) en de Copa Latina (1955). In 1955 trok hij naar de toenmalige tweedeklasser CD Badajoz. Na een jaar trok hij naar Granada CF, waarmee hij in zijn eerste seizoen meteen de promotie naar de Primera División afdwong. Campa promoveerde echter niet mee met Granada: hij tekende in 1957 een contract bij eersteklasser UD Las Palmas, waarmee hij drie seizoenen op het hoogste niveau speelde. Na de degradatie in 1960 speelde hij nog één seizoen in de Segunda División A, alvorens in 1961 te stoppen met voetballen.
Campa overleed op 18 april 2020 in Londen op 86-jarige leeftijd.